# NGC 7672
NGC 7672 is een spiraalvormig sterrenstelsel in het sterrenbeeld Pegasus. Het hemelobject werd op 23 oktober 1857 ontdekt door de Ierse astronoom William Parsons.

## Synoniemen
- MCG 2-59-45
- ZWG 431.70
- KAZ 568
- IRAS 23249+1206
- PGC 71485